# Barese
Ne pas confondre avec le barí, langue chibchane du Venezuela.
Le barese (barése dans ce dialecte, barese en italien) est le dialecte du napolitain parlé dans la région de Bari et plus généralement dans la partie centrale des Pouilles. Il est pratiqué par 2 102 023 personnes, avec des changements notables dans les accents aussi parmi les quartiers de la ville,.

## Construction
Le barese appartient aux langues italo-romanes, plus particulièrement aux dialectes apuliens de l'italien méridional.
Ce dialecte s'est développé progressivement à partir d'une variante du latin populaire, intégrant au cours du temps les contributions reçues de populations étrangères ayant vécu dans cette zone géographique. Le barésien comporte donc des emprunts au souabe[réf. nécessaire], à l'espagnol, au français, à l'arabe et au grec. Ces deux dernières langues d'apport expliquent pour partie l'origine du grand nombre d'inflexions, notamment par rapport au niveau des phonèmes de l'analyse linguistique[réf. nécessaire].

## Notes et références

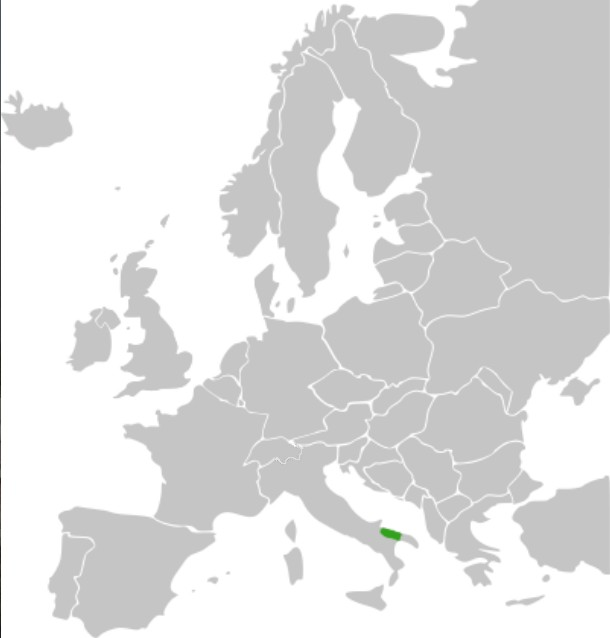

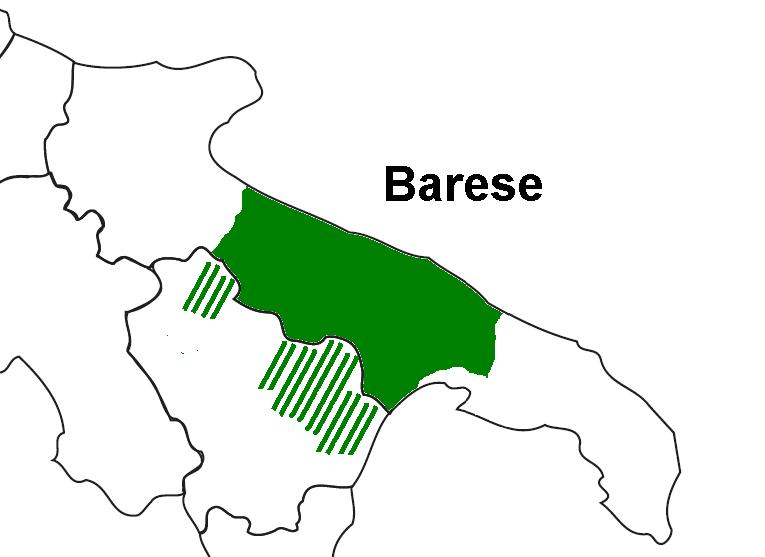

## Vocabulaire français / barésien

### Auxiliaire être
| Français        | Barésien           |
| --------------- | ------------------ |
| (Je) suis       | (ji) so            |
| (Tu) es         | (Tu) si            |
| (Il / Elle) est | (Jidde / Jédde) jè |
| (Nous) sommes   | (Nú) sime          |
| (Vous) êtes     | (Vú) site          |
| (Ils) sont      | (Lore) so'/sonde   |

### Auxiliaire avoir
| Français      | Barésien          |
| ------------- | ----------------- |
| (J') ai       | (Je) àgghie       |
| (Tu) as       | (Tu) a            |
| (Il / Elle) a | (Jidde / Jédde) a |
| (Nous) avons  | (Nú) avime        |
| (Vous) avez   | (Vú) avite        |
| (Ils) ont     | (Lore) onne       |

## Similitudes avec le français
| Barésien      | Italienne | français     |
| ------------- | --------- | ------------ |
| buátte        | barattolo | boîte        |
| cazítte       | calza     | chaussette   |
| mestázze      | baffi     | moustache    |
| seméne        | settimana | semaine      |
| sparágne      | risparmio | épargne      |
| tirabbuscióne | cavatappi | tire-bouchon |
| du            | due       | deux         |
| cazzarôle     | pentola   | casserole    |
| fenèstre      | finestra  | fenêtre      |
| asittete      | siediti   | assieds-toi  |